# Ulocladium atrum
Ulocladium atrum är en svampart som beskrevs av Preuss 1852. Ulocladium atrum ingår i släktet Ulocladium och familjen Pleosporaceae.   Inga underarter finns listade i Catalogue of Life.